# Parakodaika
Parakodaika is een geslacht van hooiwagens uit de familie Assamiidae.
De wetenschappelijke naam Parakodaika is voor het eerst geldig gepubliceerd door C.J.Goodnight & M.L.Goodnight in 1944. 

## Soorten
Parakodaika is monotypisch en omvat slechts de volgende soort:
- Parakodaika angolae